# Santuario di Asclepio
Il santuario di Asclepio o Asclepieion (asklepieion, greco Ἀσκληπιεῖον - Ἀσκλαπιεῖον in dialetto dorico) era un tempio costruito intorno al 420 a.C. sulle pendici meridionali dell'Acropoli di Atene, sotto il Partenone e subito dietro alla Stoà di Eumene e al teatro di Dioniso.

## Descrizione
Intitolato ad Asclepio, il dio della medicina il cui culto era stato portato ad Atene da Epidauro dopo il 420 a.C., il santuario era dedicato alla guarigione dei malati (aveva anche funzioni di ospedale).

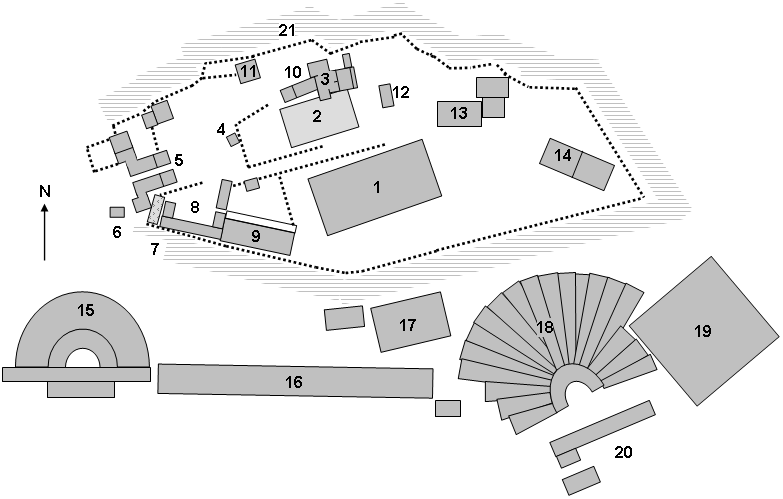
Pianta dell'Acropoli di Atene: il numero 17 è il santuario di Asclepio.

Il santuario possedeva un recinto quadrato, un tempio e una stoà dorica di 50 metri di lunghezza a doppia galleria separata da una fila di colonne, costruita nel IV secolo a.C.. Nel portico si affaccia una grotta (attualmente riadattata a cappella cristiana) dotata di una sorgente tuttora ritenuta curativa.
Il nucleo dell'Asclepeion (la stoà e il tempio) vennero inglobati in una basilica paleocristiana.

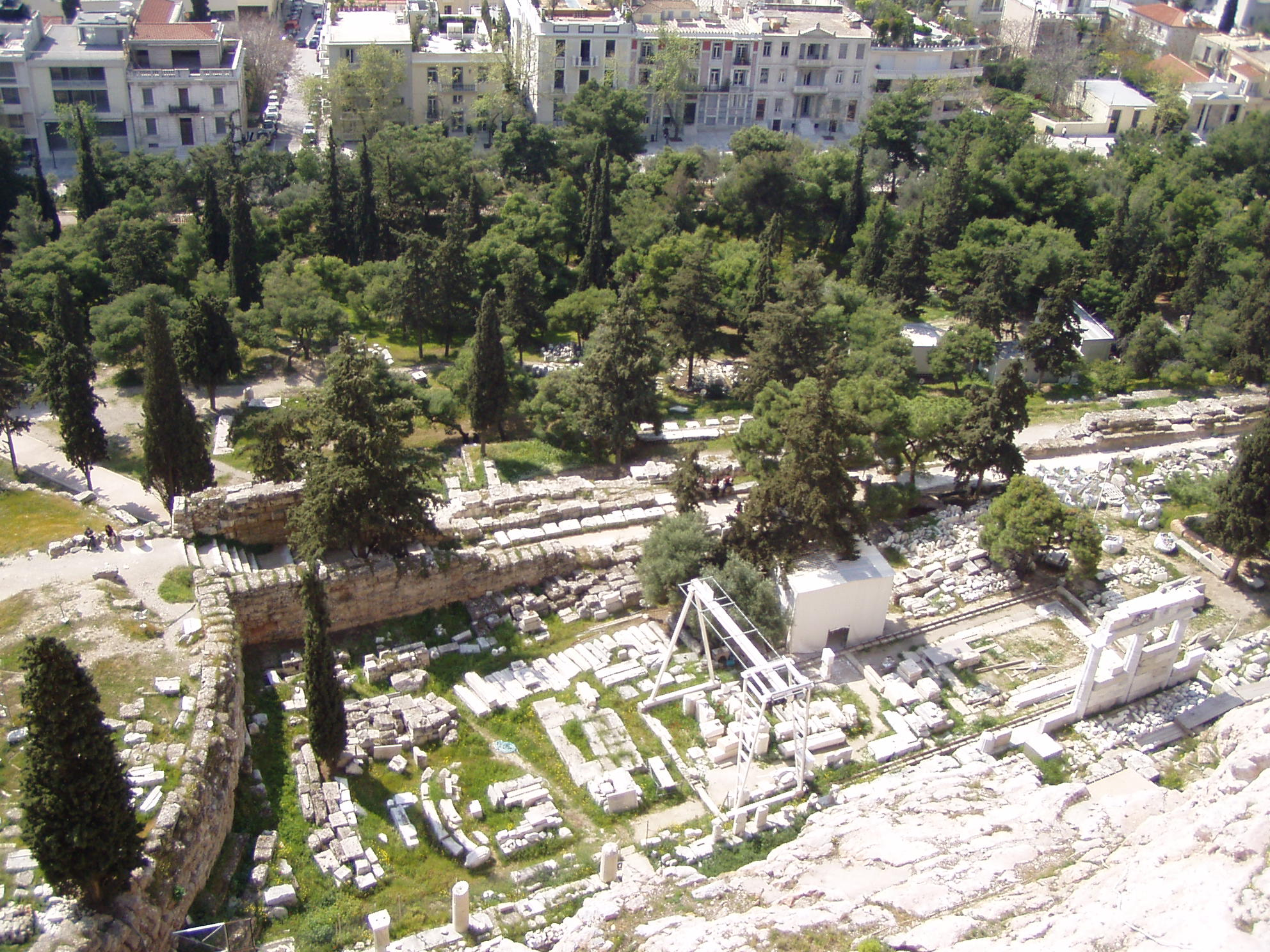
Le rovine del santuario viste dall'alto dell'acropoli
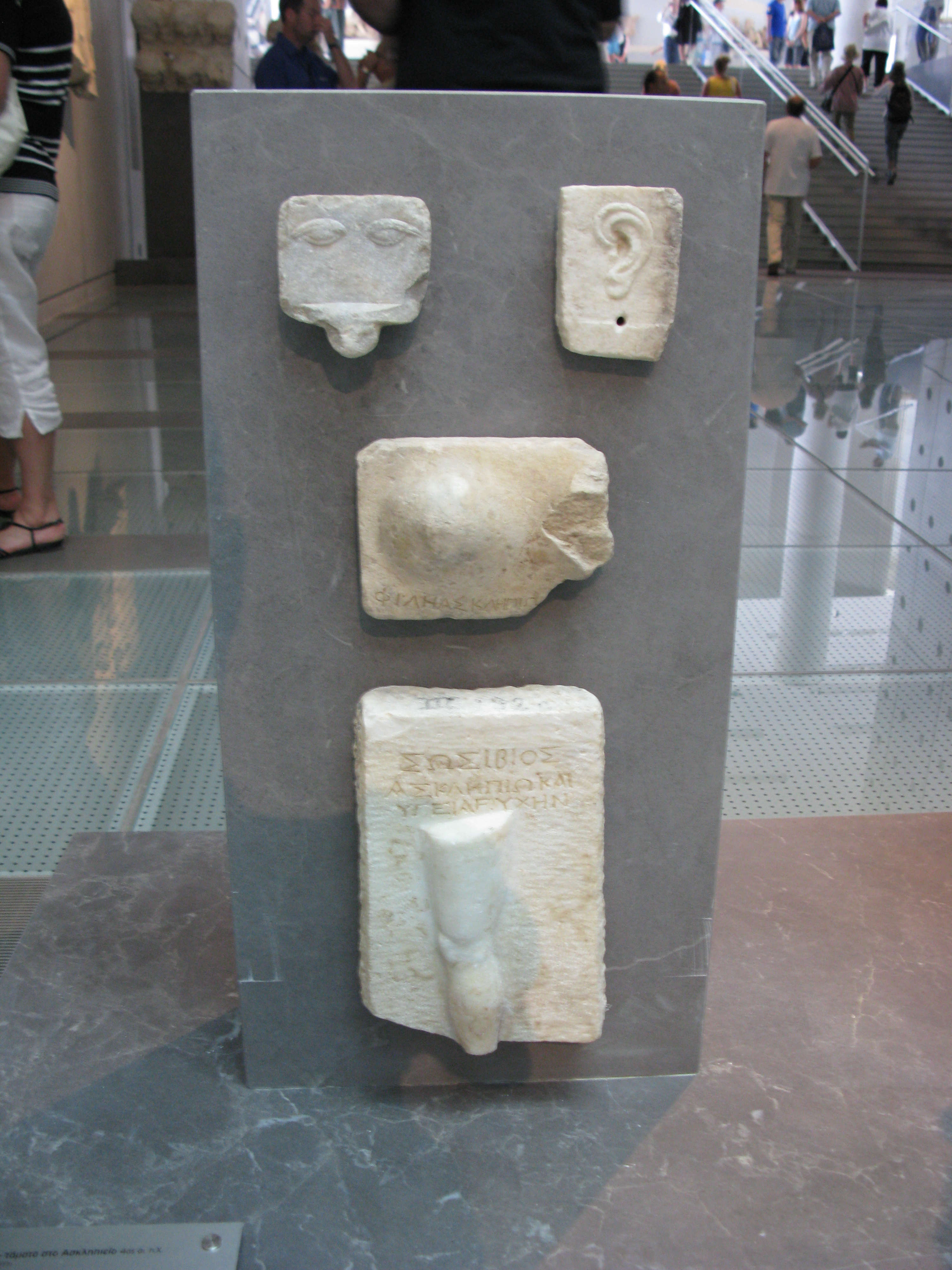
Ex voto in bassorilievo rinvenuti nell'Asclepeion (IV secolo a.C.)
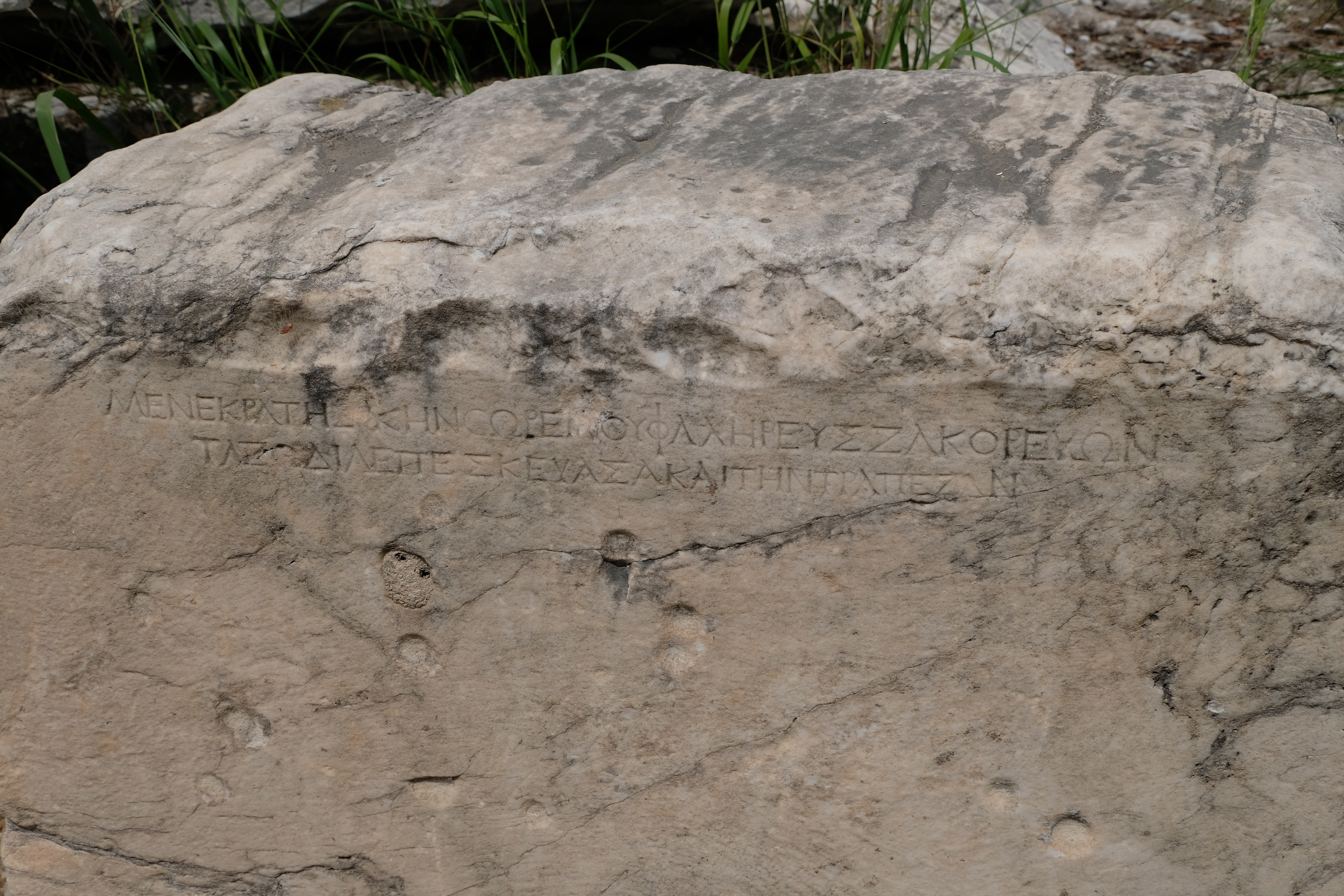
Iscrizione presso il santuario
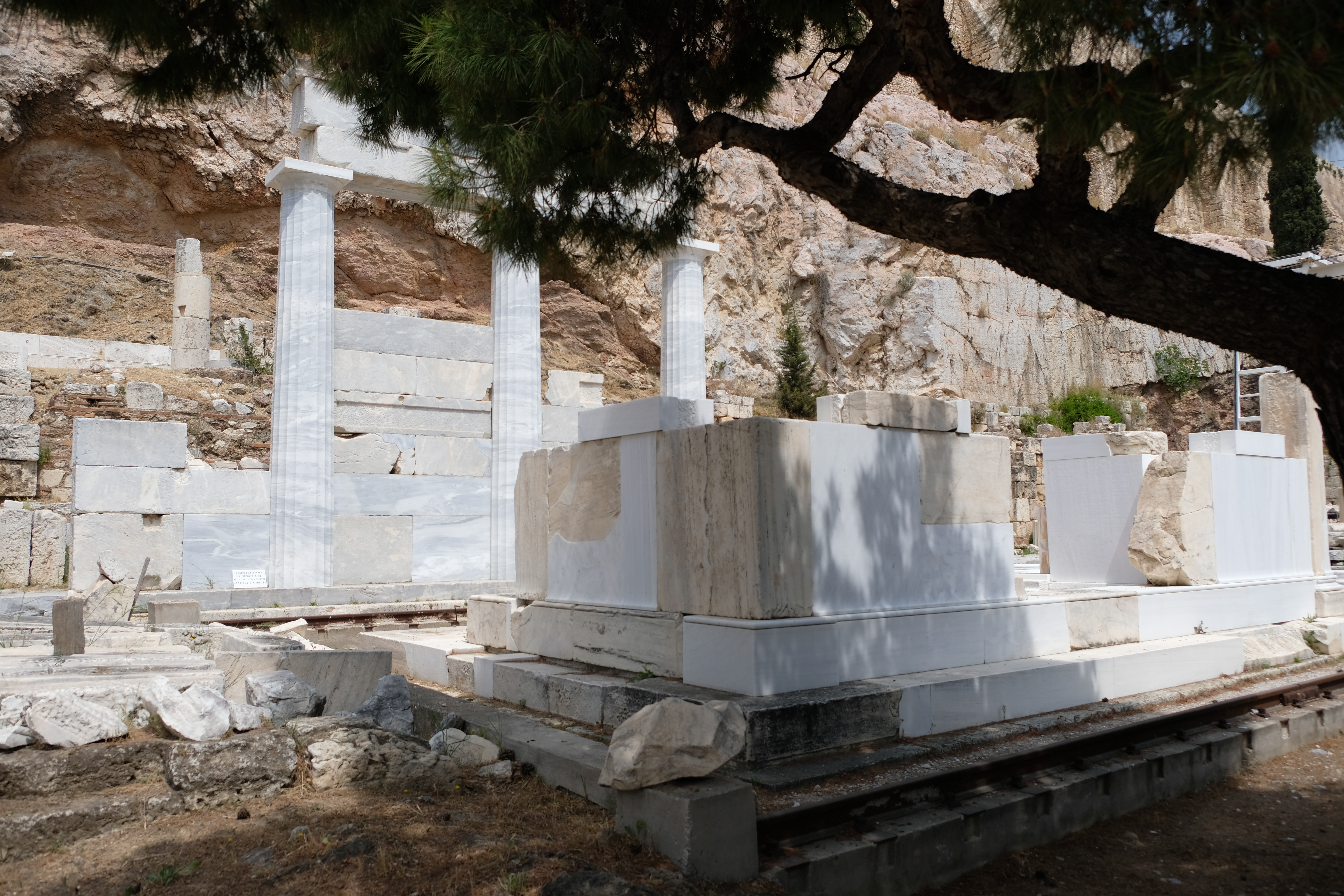
Il santuario nel 2018